# درجزين
درجزين (بالفارسية: درجزین) هي مدينة تقع في إيران في قسم. يقدر عدد سكانها بـ 4,370 نسمة .